# Fieldworks vzw
fieldworks is een organisatie die in Brussel is gevestigd en die het artistieke werk van Heine Avdal en Yukiko Shinozaki creëert, produceert, spreidt en promoot. 

## Geschiedenis
Heine Avdal en Yukiko Shinozaki ontmoetten elkaar in de tweede helft van de jaren 90 toen ze beiden als danser actief waren bij Damaged Goods, het Brusselse gezelschap rond de Amerikaanse choreografe Meg Stuart. In 2002 richtten ze samen met geluidskunstenaar Christoph De Boeck de organisatie deepblue op om hun projecten te realiseren. Die organisatie was actief tot 2012. Nadien gingen Heine Avdal en Yukiko Shinozaki samen verder met hun eigen organisatie, fieldworks. Sinds de tweede helft van 2014 is Bob Van Langendonck, die van P.A.R.T.S. kwam, er zakelijk leider. 

## Artistiek werk
Alhoewel Heine Avdal en Yukiko Shinozaki allebei een dansopleiding hebben genoten, creëren ze geen ‘dans’ in de klassieke betekenis van het woord. Ze zoeken in hun werk aansluiting bij een brede waaier van kunstdisciplines en expertises, en werken samen met uiteenlopende andere kunstenaars. Ze zijn internationaal bekend om hun producties zich situeren op de grens tussen dans, beeldende kunst, muziek en technologie. Regelmatig gaat het om poëtische en humoristische interventies in ongebruikelijke, semi-publieke omgevingen zoals kantoren, hotels en supermarkten. 

## Erkenning
De producties van fieldworks zijn al in tal van landen te zien geweest. De organisatie wordt op basis van het Kunstendecreet voor de periode 2017-2021 financieel ondersteund door de Vlaamse overheid. Ook in de periode van 2013 tot 2016 ontving de fieldworks een structurele werkingssubsidie van diezelfde overheid. Hun werk wordt vaak (mede)geproduceerd door instellingen als het Kaaitheater (Brussel), STUK (Leuven), BUDA (Kortrijk), Pact Zollverein (Essen), BIT-Teatergarasjen (Bergen), Black Box Teater (Oslo) en Teaterhuset Avantgarden (Trondheim).

## Producties
- drop a line (2007)[3]
- Field Works-hotel (2009)[3]
- Field Works-office (2010)[3]
- Borrowed Landscape (2011)[3]
- nothing's for something (2012)[3]
- The seventh floor of the world (2013)[3]
- distant voices (2014)[3]
- as if nothing has been spinning around for something to remember (2014)[3]
- carry on (2015)[3]
- THE OTHEROOM (2016)[3]
- unannounced (2017)[3]